# Tacos altos
Tacos altos è  un film argentino del 1985 scritto e diretto da Sergio Renán.

## Trama
Luisa, prostituta di Buenos Aires, fa rientro nel paesino d'origine per convincere la madre e il fratellino a seguirli in città. Qui conosce un giovane pittore di cui si innamora e che spera possa cambiarle la vita.

## Produzione
La sceneggiatura venne scritta dallo stesso Sergio Renán, che si basò sui racconti Domingo en el río e Fuimos a la ciudad di Bernardo Kordon.
Per il ruolo della protagonista fu scelta l'attrice Susú Pecoraro, reduce dall'enorme successo di Camilla - Un amore proibito di María Luisa Bemberg. L'attrice accettò con entusiasmo di partecipare al film, poiché era stato tratto dalle opere di Kordon, che lei stimava molto. Riguardo alla scena dello stupro di gruppo subito da Luisa, Susú Pecoraro ricordò: "Era a Gualeguaychú, sono rimasta sdraiata sul pavimento per un giorno intero e una notte intera con la schiena a terra. Dopo ho avuto una brutta polmonite, ma ho continuato a girare lo stesso".
La pellicola viene ricordata anche per essere stata una delle prime in cui fu rappresentato il personaggio di un travestito, interpretato da Willy Lemos.
Il film prese parte al São Paulo International Film Festival nel 1986.

## Accoglienza
La pellicola ottenne un buon riscontro da parte della critica.
Nelle sale raccolse un totale di 404.077 spettatori.